# Bryn Mawr
Bryn Mawr is een plaats (census-designated place) in de Amerikaanse staat Pennsylvania, en valt bestuurlijk gezien onder Montgomery County. De naam "Bryn Mawr" betekent in het Welsh "grote heuvel". In deze plaats bevindt zich het Bryn Mawr College.

## Demografie
Bij de volkstelling in 2000 werd het aantal inwoners vastgesteld op 4382.

## Geografie
Volgens het United States Census Bureau beslaat de plaats een oppervlakte van
1,6 km², geheel bestaande uit land.

## Plaatsen in de nabije omgeving
De onderstaande figuur toont nabijgelegen plaatsen in een straal van 8 km rond Bryn Mawr.

## Geboren
- Jayne Mansfield (1933-1967), actrice
- Jay Sigel (1943-2025), zakenman en golfspeler
- Markus Flanagan (1964), acteur
- Rake Yohn (1975), acteur, stuntman, scheikundige
- Teresa Crippen (1990), zwemster